# Richard Carpenter (manusförfattare)
Richard "Kip" Carpenter, född 14 augusti 1929 i King's Lynn, Norfolk, död 26 februari 2012 i Hertfordshire, var en brittisk manusförfattare. 
Han var bland annat känd för manus till populära engelska TV-serier som Catweazle (1970-1971), Doktor Snuggles (1979-1981), Dick Turpin (1979-1982), Robin av Sherwood (1984-1986) och Röda nejlikan (1999-2000). 
Innan han började skriva manus arbetade Carpenter som skådespelare under 1950- och 1960-talen.
Carpenter avled den 26 februari 2012 av en hjärtattack.